# Gun (film)
Pour les articles homonymes, voir Gun.
Pour plus de détails, voir Fiche technique et Distribution.
Gun (Gun) est un film américain réalisé par Jessy Terrero sorti en 2010.

## Synopsis
Gun est un film se passant dans le monde du trafic d'armes.
Rich est un trafiquant d'armes ambitieux. Pour infiltrer son gang, les autorités passent un marché avec Angel, qui est emprisonné. En échange, Angel retrouvera sa fille et la liberté. Il accepte car c'est Rich qui a tué sa femme pendant une fusillade dans un bar et, ainsi, il pourra se venger.

## Fiche technique
- Titre original et français : Gun
- Réalisation : Jessy Terrero
- Scénario : Curtis "50 Cent" Jackson
- Direction artistique : David Winick
- Décors : Phil Holman, Bill Taylor
- Costumes : Sabra Temple
- Photographie : Zeus Morand
- Montage : Kirk M. Morri
- Musique : Ben Zarai
- Production : 50 Cent, Randall Emmett et George Furla
- Sociétés de production : Emmett/Furla Oasis (en) (EFO Films), Hannibal Pictures, Cheetah Vision
- Sociétés de distribution : Image Entertainment (USA), Marco Polo Production (France)
- Pays de production :  États-Unis
- Langue originale :
- Format :
- Durée : 82 minutes
- Dates de sortie : 
  - États-Unis : 30 juillet 2010
  - France : 25 mai 2011 (directement en DVD)

## Distribution
- Curtis « 50 Cent » Jackson : Rich Taylor
- Val Kilmer : Angel
- AnnaLynne McCord : Gabriella
- James Remar : inspecteur Rogers
- Hassan Johnson (en) : Clinton
- Charles Malik Whitfield (en) : Dante
- Paul Calderon : inspecteur Jenkins
- Mike Malin : agent de l'ATF Monroe
- Mark Famiglietti : agent de l'ATF Peterson
- John Larroquette : Sam
- Danny Trejo : Frankie Makina
- Josh Carrizales : Valentine
- Michael Matthias : Massimo
- EJ Scalzi : Yuppie
- La La Anthony : Mona
- Malik Barnhardt : Ali
- Anthony Kennedy : le père de Rich
- Elise Neal : la mère de Rich
- Christa Campbell et Kristin Kandrac : journalistes